# Antennella confusa
Antennella confusa är en nässeldjursart som beskrevs av Ansin Agis, Ramil och Vervoort 200. Antennella confusa ingår i släktet Antennella och familjen Halopterididae. Inga underarter finns listade i Catalogue of Life.